# Эд IV де Блуа
Эд IV де Блуа (фр. Eudes IV de Blois; ум. 1093) — французский феодал, граф Труа (с 1089).

## Биография
Был сыном Тибо III де Блуа, графа Блуа и его второй супруги Аделаиды де Валуа, дочери Рауля де Вексена и Аделы.
В 1089 году после смерти отца получил часть наследства, которое включало в себя графство Труа, Бар-сюр-Об и Витри. Став графом, он совершал пожертвования в монастырь Сен-Кантен и в аббатства Молем и  Монтье-ан-Дер.
Умер в 1093 году, женат не был и детей не имел. После его смерти графство Труа унаследовал его младший брат Гуго.

## Примечание
1. 1 2  Lundy D. R. Eudes III, Comte de Champagne // The Peerage (англ.)